# Lesão Bankart
Na ortopedia, uma lesão de Bankart é a lesão do labrum anterior da glenóide devido a repetidas (anterior) luxação do ombro. É uma indicação para a cirurgia e, muitas vezes acompanhado por uma lesão de Hill-Sachs, os danos à cabeça do úmero posterior.
É nomeado após Arthur Sydney Blundell Bankart, um cirurgião ortopédico inglês, que viveu 1879-1951.